# L'angelo della morte (film 2014)
L'angelo della morte (The Woman in Black: Angel of Death) è un film del 2014 diretto da Tom Harper, sequel del film del 2012 The Woman in Black.

## Trama
(Eve Parkins)

Il film è ambientato durante la Seconda Guerra Mondiale, nel 1941, in pieno Blitz su Londra. La città viene costantemente bombardata dai raid aerei tedeschi, costringendo molte famiglie a evacuare i loro figli in aree rurali più sicure. La protagonista, Eve Parkins, è una giovane e premurosa insegnante che, insieme alla direttrice scolastica Jean Hogg, accompagna un gruppo di bambini sfollati fuori città.
La destinazione del gruppo è Eel Marsh House, un'antica e isolata dimora situata in una zona paludosa e accessibile solo attraverso un sottile passaggio rialzato, che scompare durante l'alta marea. La casa è cupa e in rovina, e sembra fin da subito trasmettere una strana sensazione di inquietudine. I bambini, già traumatizzati dalla guerra, si mostrano nervosi, e anche Eve inizia a percepire un'atmosfera opprimente.
Durante la prima notte, strani eventi cominciano ad accadere. Eve sente rumori inspiegabili e vede ombre che si muovono nei corridoi. Uno dei bambini, Edward, particolarmente vulnerabile a causa del recente trauma della perdita dei genitori, diventa il bersaglio principale delle manifestazioni paranormali. Edward è silenzioso e comunica solo attraverso biglietti, il che rende ancora più difficile capire cosa stia accadendo nella casa.

### L'apparizione della Donna in Nero
Eve scopre presto che la casa è infestata dallo spirito della Donna in Nero, una figura spettrale e vendicativa che sembra nutrirsi della sofferenza dei bambini. La leggenda narra che la Donna in Nero, il cui vero nome era Jennet Humfrye, perse suo figlio in un tragico incidente, e da allora il suo spirito tormentato si manifesta per vendicare il dolore inflittole.
A ogni apparizione della Donna in Nero, uno degli abitanti della casa è in pericolo. Le sue intenzioni maligne si concentrano in particolare sui bambini, che rappresentano ciò che le è stato tolto. Man mano che gli eventi si intensificano, Eve si rende conto che la casa è una trappola e che le forze maligne che vi dimorano non permetteranno a nessuno di uscirne illeso.

### Eve e i suoi demoni interiori
Parallelamente agli eventi sovrannaturali, emerge il passato doloroso di Eve. La donna è perseguitata dal senso di colpa per aver perso un figlio durante il parto, e questa sofferenza la rende particolarmente vulnerabile alla maledizione della Donna in Nero. Nonostante questo, Eve lotta con coraggio per proteggere i bambini, soprattutto Edward, che sembra essere il prossimo obiettivo dello spirito maligno.

### La ricerca di risposte
Determinata a fermare la maledizione, Eve cerca di svelare il mistero della Donna in Nero. Con l'aiuto di Harry Burnstow, un giovane e affascinante pilota della Royal Air Force che si trova nella zona, Eve inizia a scoprire i segreti nascosti nella casa. Tra questi, trova indizi sul tragico passato di Jennet e sul legame tra la maledizione e la dimora stessa.

### Climax e risoluzione
Il conflitto culmina in un drammatico confronto tra Eve e la Donna in Nero. Determinata a salvare Edward e gli altri bambini, Eve tenta un atto di grande sacrificio, sperando di placare lo spirito vendicativo. Tuttavia, la maledizione della Donna in Nero sembra inarrestabile: il suo dolore è troppo profondo, e la sua sete di vendetta non può essere placata facilmente.
Il film termina in maniera ambigua, lasciando il pubblico con il dubbio se la maledizione sia stata veramente spezzata o se lo spirito della Donna in Nero continuerà a tormentare chiunque osi avvicinarsi a Eel Marsh House.

## Temi e atmosfera
Come il suo predecessore, L'angelo della morte mantiene un'atmosfera gotica e opprimente. Il tema centrale è il dolore della perdita, sia per i vivi che per i morti. La guerra aggiunge un ulteriore livello di trauma e paura, rendendo i personaggi particolarmente vulnerabili alle influenze soprannaturali.
Sebbene meno apprezzato rispetto al primo capitolo, il film offre momenti di grande tensione, visioni inquietanti e un'ambientazione che contribuisce a un costante senso di disagio.

## Distribuzione
La pellicola è stata distribuita nelle sale cinematografiche britanniche e irlandesi il 1º gennaio 2015 e in quelle statunitensi a partire dal 2 gennaio.. Il trailer originale del film è stato diffuso il 21 agosto 2014.